# Enric Pladevall-Vila
Enric Pladevall (1951, Vich, Barcelona) es un escultor catalán. Tiene obra pública en Corea, Barcelona, Vic, Manresa, Reus, El Prat del Llobregat o Gerona. Esculturas públicas destacables son Androgyne Planet en el Centennial Olympic Park de Atlanta (USA) y El árbol de la Vida en el Cosmocaixa de Barcelona.
Las esculturas de Pladevall se encuentran en importantes museos y colecciones : Museo de Arte Contemporáneo de Barcelona, Museo de Arte Contemporáneo de Madrid, Museo de Arte Contemporáneo de Cuenca, Fundación Juan March, Lehigh Art Galleries Museum en Pensylvania, Atlanta History Center o Urban Redevelopment Authority Collection en Singapur, entre otros.